# Государственная тайна

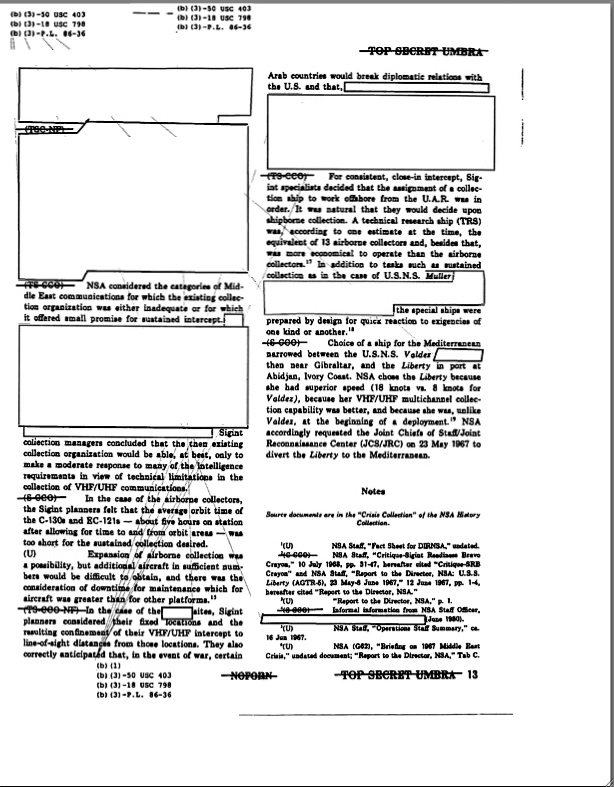
Пример секретного документа правительства США — стр. 13 доклада АНБ США об инциденте с USS Liberty, произошедшем 8 июня 1967 года, частично рассекреченного и обнародованного в июле 2003 года. Уровень секретности — «особой важности», обозначенный кодовым словом UMBRA, показан в верхней и нижней части страницы. Кроме секретной, документ содержит и фрагменты несекретной информации

Госуда́рственная та́йна — информация, имеющая особенную важность для государства, доступ к которой строго ограничен и за разглашение которой предусмотрена уголовная ответственность. Обычно это информация о вооружённых силах, военной промышленности, научной деятельности, имеющей военное значение, спецслужбах, непубличной внешнеполитической деятельности. Вопросы, связанные с государственной тайной, ее охраной, а также проблемы разглашения государственной тайны были актуальны во все времена в различных государствах. Государственная тайна, которая является атрибутом власти государства, всегда имеет политический характер, и противостоит принципу свободы информации; соотношение между государственной тайной и свободой информации является важным для общества вопросом.

## По странам
Законы о государственной тайне ряда государств (Франция, Швейцария, Россия) перечисляют несколько широких, более или менее подробных категорий государственной тайны, требуя, чтобы соответствующие ведомства издали более подробный перечень секретных сведений. Законодательство Португалии, Литвы о государственной тайне чётко требует, чтобы перечни сведений, представляющих государственную тайну, составленные государственными органами, были опубликованы.
В США система отнесения сведений к государственной тайне является персонифицированной. Президент США и ряд назначаемых им должностных лиц обладают правом засекречивания сведений, которое может быть делегировано другим субъектам в соответствии с требованиями указа президента. При этом в США принят целый ряд так называемых en:Sunshine Law («законов о солнечном свете») на федеральном уровне и уровне штатов, которые требуют соблюдения публичности и открытости в деятельности государственных органов и органов местного самоуправления. Главным из них является закон о свободе информации 1966 года.
По закону Германии не являются государственной тайной сведения, которые уже фактически доступны неопределенному кругу лиц. Парламентская Ассамблея Совета Европы рекомендует: «Информация, которая уже является общедоступной, не может считаться государственной тайной, и разглашение подобной информации не может быть наказуемо как шпионаж, даже если лицо ее собирает, обобщает, анализирует и комментирует».
- Государственная тайна в Российской Федерации
- Классификация секретной информации в США
- Классификация секретной информации в Великобритании
- Классификация секретной информации во Франции
- Классификация секретной информации в КНР